# Котів (Чернігівський район)
Ко́тів — село в Україні, у Остерській міській громаді Чернігівського району Чернігівської області. Населення становить 170 осіб. До 2020 орган місцевого самоврядування — Пархимівська сільська рада.

## Історія
Котова Савина Хутор та Пархимов(а) хутор було згадано в переписній книзі Малоросійського приказу (1666). Також наведено поіменні відомості про мешканців хуторів: 29 людей (швидше мова йде про господарів) на 28 дворів, які мали загалом 61 вола та 3 коней.
12 червня 2020 року, відповідно до розпорядження Кабінету Міністрів України № 730-р «Про визначення адміністративних центрів та затвердження територій територіальних громад Чернігівської області», увійшло до складу Остерської міської громади.
19 липня 2020 року, в результаті адміністративно - територіальної реформи та ліквідації колишнього Козелецького району, село увійшло до складу новоутвореного Чернігівського району Чернігівської області.

## Політика

### Парламентські вибори, 2019
На позачергових парламентських виборах 2019 року у селі функціонувала окрема виборча дільниця № 740291, розташована у приміщенні клубу.
Результати
- зареєстровано 98 виборців, явка 82,65%, найбільше голосів віддано за «Слугу народу» — 48,15%, за Всеукраїнське об'єднання «Батьківщина» — 17,28%, за Аграрну партію України — 8,64%[5]. В одномандатному окрузі найбільше голосів отримав Сергій Коровченко (самовисування) — 41,98%, за Бориса Приходька (самовисування) — 29,63%, за Олега Дмитренка (самовисування) — 9,88%[6].

## Населення
1901 - 648 мешканців.[джерело?]

### Мова
Розподіл населення за рідною мовою за даними перепису 2001 року:
| Мова       | Кількість | Відсоток |
| ---------- | --------- | -------- |
| українська | 273       | 99.64%   |
| російська  | 1         | 0.36%    |
| Усього     | 274       | 100%     |

## Пам'ятки
- Братська могила[d] 38 радянських воїнів, які загинули при звільненні села у вересні 1943р. та пам'ятний знак воїнам-односельчанам і мирним жителям, які загинули в 1941-1945рр.;
- Могила[d] капітана Радянської Армії М.Д. Бойка, який загинув при звільненні села у вересні 1943р.;